# Terenzo
Terenzo – miejscowość i gmina we Włoszech, w regionie Emilia-Romania, w prowincji Parma.
Według danych na rok 2004 gminę zamieszkiwało 1289 osób, 17,9 os./km².